# Wouter Vandenhaute
Wouter Vandenhaute (né le 16 février 1962 à Gand) est un homme d'affaires, producteur de télévision, journaliste sportif et dirigeant de club belge. 
Il est  directeur général de la holding belge De Vijver, qui comprend la société de production télévisuelle Woestijnvis et la chaîne de télévision Vier. Il est également propriétaire de Flanders Classics qui organise plusieurs compétitions cyclistes prestigieuses et président du club de football d'Anderlecht. Il est marié à la journaliste sportive Catherine Van Eylen.

## Biographie
Wouter Vandenhaute est né à Gand. Il est le fils de Godelieve Kiebooms et de Gerard Vandenhaute. Son grand-père, Louis Kiebooms, est le rédacteur en chef du Gazet van Antwerpen pendant plus de 10 ans. Au début des années 1980, Vandenhaute étudie l'éducation physique à la KU Leuven. Après avoir obtenu son diplôme, il travaille comme journaliste pour l'hebdomadaire HUMO, le journal De Morgen et comme rédacteur sportif de la BRT. À la BRT, il travaillé avec des collègues comme Mark Uytterhoeven et Carl Huybrechts, contribuant à l'émission de télévision Sportweekend. Il présente présenté l'actualité sportive dans le Het Journal.
Au début des années 1990, Vandenhaute présente avec Uytterhoeven le talk-show humoristique « Het huis van distrust » (La maison de la méfiance). En 1992, le dernier épisode du programme télévisé populaire est diffusé et il commence alors à travailler comme commentateur de football pour la chaîne payante FilmNet. Il est rejoint trois ans après par Uytterhoeven.

### Woestijnvis et De Vijver

La situation de De Vijver Media en 2013.

En 1997, Vandenhaute fonde avec Jan et Erik Huyse Watté la production Woestijnvis, qui réalise initialement exclusivement des programmes pour la VRT. Grâce à des personnalités télévisées telles que Uytterhoeven, Rob Vanoudenhoven, Tom Lenaerts et Bart De Pauw, et à des émissions télévisées comme « Man bijt hond », « De Mol » et « Alles Kan Beter », Woestijnvis devient l'une des entreprises de production les plus prospères en Flandre. En 2000, « De Mol » reçoit la prestigieuse Rose d'or de Montreux. Le programme est ensuite vendu à environ 50 pays.
En 2000, la société d'édition flamande (VUM) devient actionnaire à 20 % de Woestijnvis. Cette année-là, la société de production publie l'hebdomadaire Bonanza. Le magazine est un échec et est fermé après seulement trente éditions. Dans le domaine des programmes de télévision, la société de production de Vandenhaute connait un succès continu après le début du siècle. Des épisodes du programme « De Pappenheimers » et « De Slimste Mens ter Wereld » (La personne la plus intelligente du monde), atteignent régulièrement plus d'un million de téléspectateurs. Même des séries de fiction comme « Het eiland » , « De Parelvissers » et « Van vlees en bloed » sont des succès. En 2005, Vandenhaute est nommé pour être élu Manager de l'année par le magazine économique et financier Trends. Le prix revient finalement à Jan Callewaert.
En 2010, le contrat d'exclusivité entre la VRT et Woestijnvis n'est pas renouvelé. Cette année-là, Vandenhaute en tant que PDG de NV De Vijver (la société de portefeuille dont Woestijnvis fait partie) acquiert 49 % du magazine hebdomadaire Humo.
En 2011, De Vijver achète avec Corelio et Sanoma Media TV les chaînes VT4 et VIJFtv pour un montant estimé entre 100 et 150 millions. Après l'acquisition, VT4 est renommé VIER (Quatre) et VIJFtv en VIJF (Cinq). En 2014, la part de Sanoma dans De Vijver est vendue à Telenet, qui est ainsi devenu l'un des trois actionnaires de la holding. À la suite de la prise de participation, l'hebdomadaire Humo est redevenu la propriété exclusive de Sanoma. En 2015, Vandenhaute est nommé président du conseil d'administration de De Vijver et quitte donc son poste de PDG de la holding. Trois ans plus tard, en mars 2018, De Vijver est entièrement repris par Telenet. Vandenhaute a vendu ses actions, mais est resté président du conseil d'administration. 

### Autres projets
Vandenhaute, passionné de cyclisme, a acheté plusieurs classiques tels que le Tour des Flandres, Paris-Bruxelles et le Circuit Het Nieuwsblad en 2009. Un an plus tard, il fonde Flanders Classics. Depuis lors, Flanders Classics est responsable de l'organisation de six classiques flamandes (Tour des Flandres, Circuit Het Nieuwsblad, Gand-Wevelgem, À travers les Flandres, Grand Prix de l'Escaut et la Flèche brabançonne). En 2011, Vandenhaute est cible de nombreuses critiques lorsqu'il a annoncé que la célèbre montée du Mur de Grammont serait supprimée du parcours du Tour des Flandres.
Outre le cyclisme, Vandenhaute est également un supporter du RSC Anderlecht. En 2009, il fait part de son intention de prendre des parts du club. Huit ans plus tard, il est mentionné comme potentiel candidat à la reprise du club.  Le 14 janvier 2020, il est annoncé qu'il devient conseiller externe du RSC Anderlecht. Le 28 mai 2020, il succède à Marc Coucke à la présidence d'Anderlecht.